# Западноиндийско морско ветрило
Западноиндийските морски ветрила (Gorgonia flabellum) са вид корали от семейство Gorgoniidae.
Таксонът е описан за пръв път от Карл Линей през 1758 година.